# Zealachertus aspirensis
Zealachertus aspirensis är en stekelart som beskrevs av Berry 1999. Zealachertus aspirensis ingår i släktet Zealachertus och familjen finglanssteklar. Inga underarter finns listade i Catalogue of Life.